# Heinrich Friedrich von Arnim-Heinrichsdorff-Werbelow
Heinrich Friedrich von Arnim-Heinrichsdorff-Werbelow, född den 23 september 1791 i Werbelow, Uckermark, död den 18 april 1859 i Berlin, var en preussisk greve och diplomat.
Arnim var en tid legationssekreterare i Stockholm, blev 1831 preussiskt sändebud i Bryssel och 1841 i Paris. Han var 1845–1848 i Wien, februari–maj 1849 preussisk utrikesminister och 1851–1857 åter sändebud i Wien. Som statsman tillhörde han den metternichska skolan samt arbetade alltid för allians och got samförstånd mellan Preussen och Österrike. 